# Cletocythereis
Cletocythereis is een geslacht van kreeftachtigen uit de klasse van de Ostracoda (mosselkreeftjes).

## Soorten
- Cletocythereis (Grinioneis) alata (Ducasse, 1963) Liebau, 1975 †
- Cletocythereis (Histocythere) celleporacea (Bosquet, 1854) Liebau, 1975 †
- Cletocythereis (Histocythere) koninckiana (Bosquet, 1847) Liebau, 1975 †
- Cletocythereis atlantica Coimbra, Ramos, Whatley & Bergue, 2004
- Cletocythereis australis Malz, 1980
- Cletocythereis bradyi Holden, 1967 †
- Cletocythereis caudispinosa (Chapman, Crespin & Keble, 1928) Whatley & Downing, 1984 †
- Cletocythereis curta McKenzie, 1967
- Cletocythereis elofsoni Bassiouni, 1965 †
- Cletocythereis jonesi Wood et al., 1992
- Cletocythereis kurrana McKenzie, Reyment & Reyment, 1993 †
- Cletocythereis major Hu, 1981 †
- Cletocythereis memorans (Moos, 1965) Wood et al., 1992 †
- Cletocythereis mundorffi (Swain, 1952) Swain, 1968 †
- Cletocythereis natsonae Jellinek, 1993
- Cletocythereis nautes Whatley, Jones & Wouters, 2000
- Cletocythereis rastromarginata (Brady, 1880) Swain, 1963
- Cletocythereis taroona McKenzie, Reyment & Reyment, 1993 †
- Cletocythereis watsonae Jellinek, 1993